# Альварес, Пабло Себастьян
Па́бло Себастья́н А́льварес Вале́йра (исп. Pablo Sebastián Álvarez Valeira; 17 апреля 1984, Сан-Мартин, провинция Буэнос-Айрес) — аргентинский футболист, защитник. Имеет паспорт гражданина Испании.

## Биография
Пабло Альварес — воспитанник клуба «Архентинос Хуниорс». В 1999 году он перешёл в «Боку Хуниорс», где дебютировал 6 июля 2003 года в матче с «Росарио Сентраль», в котором его команда крупно проиграла 2:7. После этого молодой футболист вновь вернулся в молодёжный состав команды. В 2004 году Альварес стал чаще выходить на поле. В том же сезоне он выиграл свой первый титул — Южноамериканский кубок. В 2005 году защитник провёл за «Боку» 15 игр.
В июле 2005 года Альварес перешёл в «Эстудиантес». 13 декабря 2006 года он играл за клуб в решающем матче для выявления победителя Апертуры чемпионата Аргентины и помог своему клубу добиться победы со счётом 2:1. Этот трофей стал первым для «Эстудиантеса» за 23 года. Всего за клуб футболист провёл 70 матчей и забил 2 гола.
В январе 2008 года Пабло перешёл вместе с ещё одним аргентинцем, Матиасом Сильветре, в итальянскую «Катанию». Но игрок не смог завоевать место в основном составе команды, проведя за полсезона лишь 6 встреч. Приход нового главного тренера, Вальтера Дзенги, также не изменил ситуацию для аргентинского защитника, который сыграл ещё 5 матчей.
7 января 2009 года Альварес был арендован клубом с его родины, «Росарио Сентраль». За этот клуб игрок провёл 14 матчей, однако руководство «Росарио» приняло решение не выкупать контракта игрока, несмотря на наличие такого пункта в договоре аренды. Во время выступления за этот клуб футболист вместе с дочерью 9 месяцев от роду был похищен неизвестными, которые ограбили его и в течение 3 часов избивали.
В 2009 году новым главным тренером «Катании» стал Синиша Михайлович. Сербский тренер стал больше доверять Альваресу, который провёл в сезоне 2009/10 25 матчей, став игроком стартового состава.

## Достижения
- Обладатель Южноамериканского кубка: 2004
- Чемпион Аргентины: 2006 (Апертура)